# حاصل قوبي أفشار
حاصل‌ قوبي أفشار هي قرية في مقاطعة مياندوآب، إيران. عدد سكان هذه القرية هو 1,281 في سنة 2006.